# Вербська волость
Вербська волость — адміністративно-територіальна одиниця Володимир-Волинського повіту Волинської губернії Російської імперії та Української держави. Волосний центр — село Верба. Наприкінці ХІХ ст. до волості увійшли ряд поселень ліквідованої Зарічанської волості, зокрема колишній волосний центр Заріччя, а також деякі поселення ліквідованої Туричанської волості, зокрема колишній волосний центр Гайки.
Станом на 1885 рік складалася з 16 поселень, 18 сільських громад. Населення — 5540 осіб (2681 чоловічої статі та 2859 — жіночої), 471 дворове господарство.
|                     | Площа, десятин | У тому числі орної, дес. |
| ------------------- | -------------- | ------------------------ |
| Сільських громад    | 6132           | 3346                     |
| Приватної власності | 14162          | 2047                     |
| Казенної власності  | 1173           | —                        |
| Іншої власності     | 419            | 154                      |
| Загалом             | 21886          | 5547                     |

Основні поселення волості:
- Верба — колишнє власницьке село за 8 ½ версти від повітового міста, волосне правління, 423 особи, 54 двори, православна церква, школа, аптека, постоялий будинок, млин. За 13 верст - німецька колонія Геленівка з лютеранським молитовним будинком. За 18 верст - німецька колонія Марієндорф з лютеранським молитовним будинком.
- Блаженик — колишнє власницьке село при річці Турія, 34 особи, 10 дворів, православна церквка, поштова станція, постоялий будинок, водяний млин.
- Гнійно — колишнє власницьке село при річці, 346 осіб, 39 дворів, православна церква, постоялий будинок.
- Когильно — колишнє власницьке село, 286 осіб, 30 дворів, православна церква.
- Могильно — колишнє державне і власницьке село, 398 осіб, 52 двори, православна церква, постоялий будинок.
- Мокрець — колишнє власницьке село, 400 осіб, 50 дворів, православна церква, постоялий будинок.
- Оводно — колишнє власницьке село, 282 особи, 45 дворів, православна церква, постоялий будинок.
- Охнівка — колишнє власницьке село, 364 особи, 47 дворів, православна церква, постоялий будинок.
- Свічів — колишнє державне і власницьке село, 112 осіб, 19 дворів, православна церква, костел, постоялий будинок.
- Туропин — колишнє власницьке село, 396 осіб, 48 дворів, православна церква, постоялий будинок.

## Під владою Польщі
18 березня 1921 року Західна Волинь окупована Польщею. Волості було перетворено на ґміни, відповідно, адміністративна одиниця отримала назву ґміна Верба. Волость входила до Володимирського повіту Волинського воєводства. Межі та склад колишньої волості зберігся, що й за Російської імперії та Української держави.
8 квітня 1925 року зі складу гміни було виведено 7 сільських громад і включені до міської гміни Володимира, а саме: Білі Береги, Риловиця, Островок, Федоровка, Залужжя, Заріччя, Лобачин.
Розпорядженням міністра внутрішніх справ 25 листопада 1933 р. колонії Олександрівка і Северинівка передані з ґміни Коритниця до ґміни Верба.
Польською окупаційною владою на території ґміни інтенсивно велася державна програма будівництва польських колоній і заселення поляками. На 1936 рік ґміна складалася з 60 громад:
1. Олександрівка — колонії: Олександрівка і Северинівка;
2. Антонівка — колонії: Антонівка I, Антонівка II і Тішин та село: Радовичі;
3. Антонівка Борок — колонія: Антонівка Борок та військове селище: Борок;
4. Барбарівка — колонія: Барбарівка;
5. Білин — села: Білин і Смоляри та лісничівка: Білин;
6. Блаженик — село: Блаженик та колонія: Роздільня;
7. Божа Воля — колонії: Божа Воля, Барбарів, Новий Свійчів і Зосин;
8. Чорний Ліс — колонія: Чорний Ліс;
9. Дубовець — колонії: Дубовець і Гребельки;
10. Домінопіль — село: Домінопіль;
11. Дубники — село: Дубники;
12. Єлизаветпіль — колонії: Єлизаветпіль і Миколаївка;
13. Фідорпіль — колонії: Фідорпіль, Антонівка Могилянська, Михайлівка і Звіринець;
14. Гнійно — село: Гнійно та фільварок: Гнійно;
15. Грабина — військове селище: Грабина;
16. Гайки — село: Гайки;
17. Геленівка-Гноєнська — колонії: Геленівка-Гноєнська, Камилівка і Мар'янпіль;
18. Геленівка-Вербська — село: Геленівка-Вербська;
19. Ягідне — село: Ягідне та фільварок: Ягідне;
20. Ясенівка — колонії: Ясенівка і Приголовок;
21. Калинівка — військове селище: Калинівка;
22. Коцьор — колонії: Коцьор, Антонівка-Коцьор і Стрільниця;
23. Когильне — село: Когильне, військове селище: Когильне, тартак: Когильне та лісничівки: Бегета, Ворняче Болото і Бір;
24. Ліски — село: Ліски, колонії: Мощанка, Мунтівка, Поруб і Шури;
25. Людмильпіль — колонія: Людмильпіль;
26. Маркелівка — колонія: Маркелівка;
27. Мар'янівка — колонії: Мар'янівка I і Мар'янівка II;
28. Миколайпіль — колонія: Миколайпіль;
29. Могильно — село: Могильно та фільварок: Могильно;
30. Мокрець — село: Мокрець, фільварок: Мокрець, лісничівка: Мокрець та колонія: Густавів;
31. Нова Верба — колонія: Нова Верба та село: Капітульщина;
32. Орлехівка — колонія: Орлехівка;
33. Охнівка — село: Охнівка;
34. Осередок — колонії: Осередок Новий і Осередок Старий;
35. Оводне — село: Оводне, фільварок: Оводне та колонії: Береги і Софіївка;
36. Писарева Воля — село: Писарева Воля;
37. Почекайка — колонія: Почекайка;
38. Поруддя — військове селище: Поруддя;
39. Попівка — село: Попівка;
40. Руда — село: Руда та колонія: Котли;
41. Сіраківка — колонії: Сіраківка, Адамівка, Анелівка і Мар'янівка Вербська;
42. Смолярня — колонія: Смолярня;
43. Спащ — село: Спащ, колонії: Нова Спащина і Влодинок Клин;
44. Стасин — військове селище: Стасин;
45. Стефанівка — колонії: Стефанівка і Андресівка;
46. Свійчів — село: Свійчів;
47. Свійчівка — колонії: Свійчівка і Евин;
48. Святотин — колонія: Святотин;
49. Тересин — колонія: Тересин та лісничівка: Кантор Старий;
50. Турія — село: Турія;
51. Туропин — село: Туропин;
52. Вандиволя — колонії: Вандиволя, Гута Стара, Ядвигів, Надіївпіль, Пінський Міст і Заруддя;
53. Верба — село: Верба та фільварок: Верба;
54. Велике — колонії: Велике і Вікторівка;
55. Водинів — колонії: Водинів і Водинок;
56. Вовчак — село: Вовчак;
57. Вілька Свійчівська — село: Вілька Свійчівська;
58. Загатка — колонії: Загатка, Голий Бір і Свитка;
59. Замости — колонії: Замости, Анусин Руденський, Богуславівка, Емілин і Станіславівка;
60. Заславок — колонії: Заславок, Анусин Дубницький і Юзефин.

Після радянської анексії західноукраїнських земель ґміна ліквідована у зв'язку з утворенням Вербського району.